# Lycorina inarata
Lycorina inarata är en stekelart som beskrevs av Setsuya Momoi 1966. Lycorina inarata ingår i släktet Lycorina och familjen brokparasitsteklar. Inga underarter finns listade i Catalogue of Life.